# Държавен арбитраж
Държавният арбитраж е държавна институция в България, съществувала от 1950 до 1991 година.
Основната ѝ задача е да разрешава търговскоправни спорове между държавните предприятия, макар че не е част от съдебната система, а е подчинена на Министерския съвет.
Състои се от Върховен държавен арбитраж, окръжни държавни арбитражи и ведомствени арбитражи към министерствата и други по-големи централни учреждения.